# Абрамович-Блэк, Сергей Иванович
Сергей Иванович Абрамович-Блэк (настоящая фамилия Абрамович; 29 сентября (10 октября) 1895, Саратов — 1942) — русский писатель
-маринист, редактор, моряк, капитан 3-го ранга.

## Биография
Родился в семье железнодорожного служащего. Закончил реальное училище в Санкт-Петербурге. 
Учился в Петербургском политехническом институте на кораблестроительном отделении.
В 1915 году произведён в мичманы, закончив гардемаринские классы, получает первый офицерский чин мичмана, служил на линкоре «Цесаревич» («Гражданин»), корабельный ревизор. Участвовал в Моонзундском сражении, командуя кормовой 12-дюймовой башней линкора. Член судового комитета.
Участвовал в Ледовом переходе Балтийского флота в 1918 году.
В 1919 году служил на Волжско-Каспийской флотилии, участник взятия Елабуги и Перми.
С 1920 года на балтийском флоте, командир группы моторных тральщиков, командир эсминца «Инженер-механик Зверев», старший флагманский секретарь командующего морскими силами Балтийского моря.
С 1922 года на Дальнем востоке, командир монитора «Свердлов».
С 1927 года командир эсминца «Железняков» на Балтийском флоте, c 1928 года в запасе.
С началом Великой Отечественной войны мобилизован в звании капитана 3 ранга, на должности редактора многотиражной газеты на крейсере «Киров» КБФ.
В декабре 1941 года арестован по обвинению в пораженческих настроениях (попытке сдать крейсер противнику — протестовал против намерения командования взорвать крейсер при возможной сдаче Ленинграда), был приговорён к десяти годам заключения, умер в тюрьме от дизентерии.

## Деятельность
Написал более 1000 очерков, 160 рассказов, несколько радиопьес для газеты «Красный моряк», в том числе «Русские в Средиземном море», «Североморцы», «Капитан-лейтенант Лазо».
По его сценарию снят фильм «Моряки» (1939).
Участвовал в гидрографической экспедиции в Якутии, работе морской секции ОСОАВИАХИМа на минзаге «Амур».
Наиболее известные его произведения — путевые очерки «Записки гидрографа» (1934) и роман «Невидимый адмирал» (1936) о Моонзундском сражении.